# ATLAS CCV
ATLAS CCV (Autonomous Tactical Light Armour System Collaborative Combat Variant) är ett avancerat obemannat markfordon (UGV) utvecklat av BAE Systems. Det 8x8-modulära fordonet kombinerar autonom teknik med beprövade stridssystem, vilket ger kostnadseffektiva och uppdragsanpassade lösningar. Med sitt autonomisystem kan ATLAS navigera och fatta taktiska beslut utan mänsklig inblandning. Det är utrustat med VANTAGE Automated Turret System och en 25mm M242 Bushmaster-kanon med 260 patroner, och det kan utföra roller som spaning, övervakning, direkt eld och stödja bemannade fordon på slagfältet. Fordonet är också designat för att kunna uppgraderas och anpassas för framtida hot.
Fordonet väger 10 ton och kan utrustas med automatisk 120mm granatkastare, pansarvärnsrobotar och kretssökande vapen. Även om fordonet i hög grad är autonomt så finns det en person som måste godkänna innan det öppnar eld.